# Leopardo de bornéu
O leopardo-de-bornéu (Neofelis diardi) é uma espécie de felídeo que habita as florestas das ilhas de Bornéu e Sumatra. Anteriormente classificado como subespécie do leopardo-nebuloso (Neofelis nebulosa), recentes testes de DNA classificaram o leopardo-de-bornéu como uma espécie à parte. Actualmente existem cerca de 20 mil exemplares deste grande felino.